# محافظة فرا ناخون سي أيوتثايا
محافظة فرا ناخون سي أيوتثايا أو تنطق محافظة محافظة أيوتايا (بالتايلاندية:พระนครศรีอยุธยา) و(بالإنجليزية:Phra Nakhon Si Ayutthaya) أو (بالإنجليزية:Ayutthaya) هي واحدة من محافظات تايلاند الخمس والسبعين تجاور محافظة أنغ ثونغ ومحافظة لوبوري ومحافظة سارابوري ومحافظة باثوم ثاني ومحافظة نونثابوري ومحافظة ناخون نايوك ومحافظة سوفانبوري.

## التسمية
اسم ايواتيا مستمد من مدينة هندية قديمة تسمي ايودايا وملحمة رامايانا الهندوسية

## الجغرافيا
محافظة أيوتثايا تغطي 2,556 كيلو متر مربع وتقع علي سهل مسطح لنهر نهر شاو فاريا وكذلك وجود نهر لوبوري ونهر با ساك الذي يعزز زراعة الارز في المحافظة.

## التاريخ
تأسست المحافظة في 1350 ميلادي من قبل الملك، وكانت عاصمة لدولة سيام لمدة 417 سنة حتي احتل البورميون سيام في 1767 وهي تمثل الفترة التي مرت بها مملكة أيوتايا
وقد ادرجت العاصمة القديمة من قبل اليونسكو للتكون من ضمن مواقع التراث العالمي منذ ديسمبر 1991.

## التقسيمات الادارية
تنقسم المحافظة الي 16 مقاطعة رئيسية التي بدورها تنقسم الي 209 بلدية و 1328 قرية
| 1. فرا ناخون سي أيوتثايا (العاصمة) 2. ثا روا 3. ناخون لوانغ 4. بانج ساي (بالتايلاندية:บางไทร) 5. بانج بان 6. بانج با ان 7. بانج باهان 8. فاك هاي | 1. فاشي 2. لات بوا لونغ 3. وانغ نوي 4. سينا 5. بانج ساي (بالتايلاندية:บางซ้าย) 6. اوثاى 7. ماها رات 8. بان فرايك |

## أعلام
- ناروبادين ويراوا
- بيرابات نوتشايا
- بريدي بانوميونغ